# Lusignan (Frankrijk)
Lusignan is een gemeente in het Franse departement Vienne (regio Nouvelle-Aquitaine) en telt 2677 inwoners (1999). De plaats maakt deel uit van het arrondissement Poitiers.

## Geografie
De oppervlakte van Lusignan bedraagt 37,7 km², de bevolkingsdichtheid is 71,0 inwoners per km².

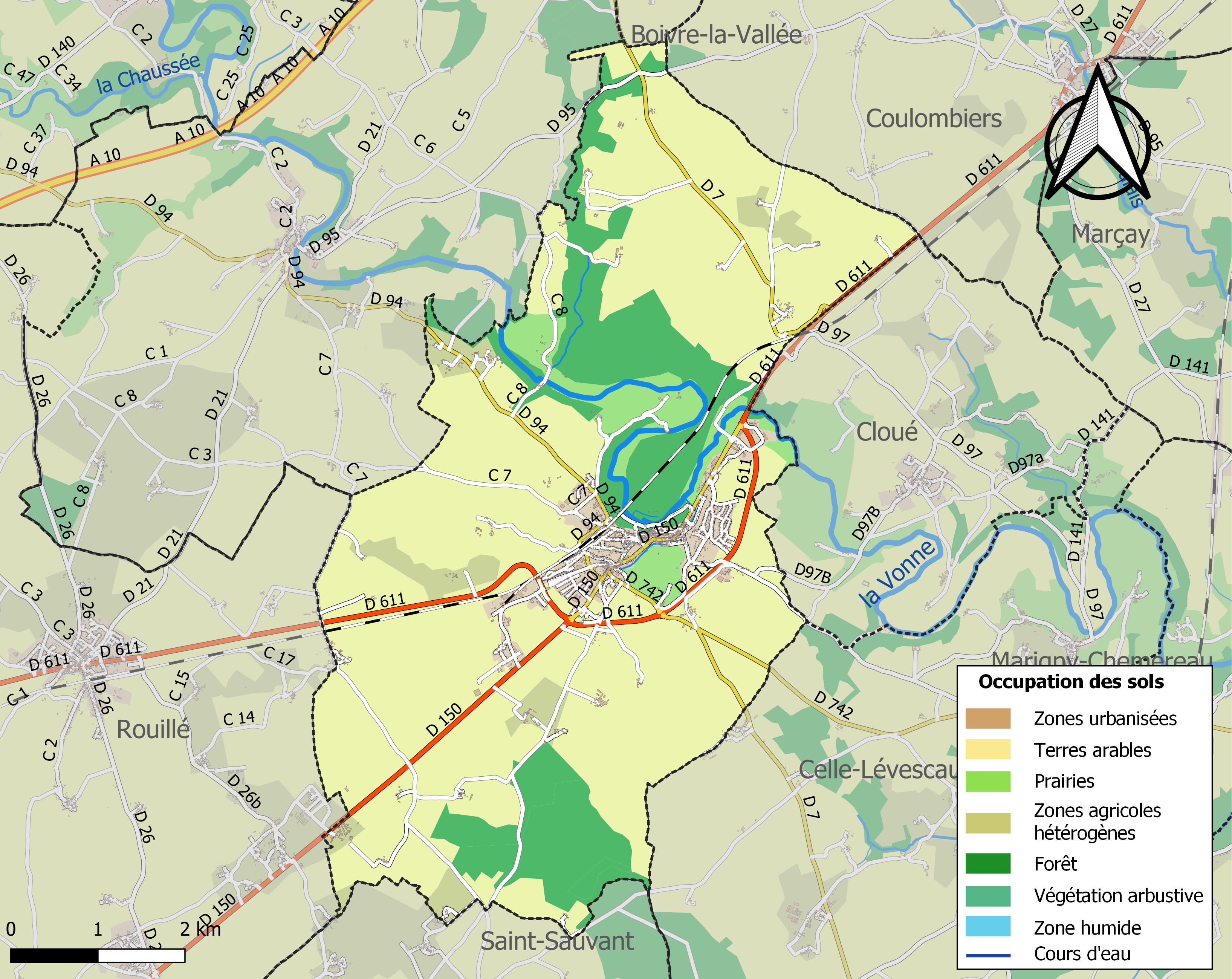
Kaart van de gemeente met de belangrijkste infrastructuur, bodemgebruik en omliggende gemeenten

## Verkeer en vervoer
In de gemeente ligt de spoorweghalte  Lusignan.

## Demografie
Onderstaande figuur toont het verloop van het inwonertal (bron: INSEE-tellingen).